# Provinsen Maryland
Provinsen Maryland var en engelsk, senare brittisk, besittning i Nordamerika åren 1632-1776. Senare kom området att utgöra den amerikanska delstaten Maryland.

## Naturförhållanden

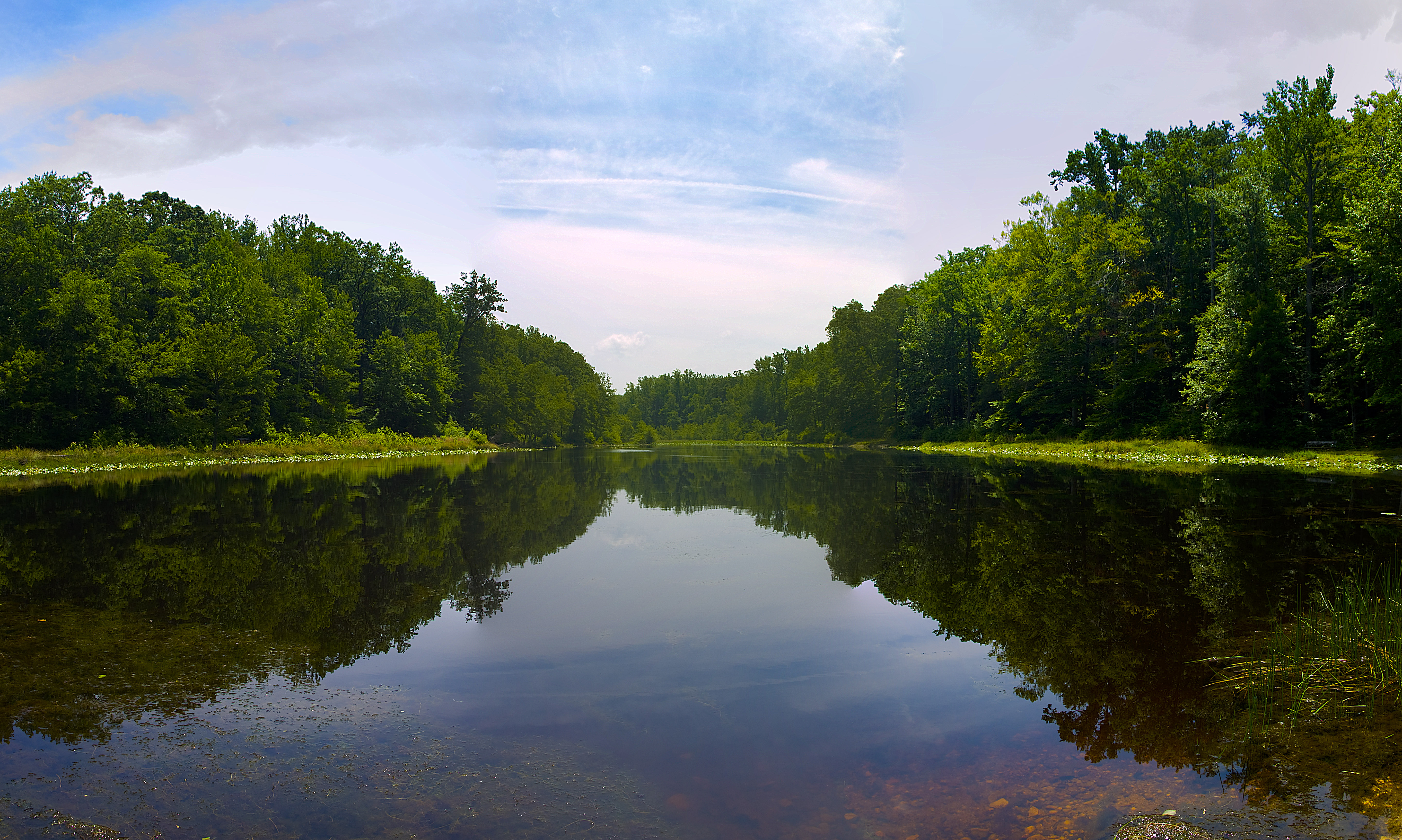
Lövskogar täckte Maryland före kolonisternas ankomst.

När de första engelska bosättarna anlände var landet täckt av lövskogar. Flera djurarter som nu försvunnit från Maryland fanns då där i större mängder, som wapiti, bisonoxar, vandringsduvor och karolinaparakiter. Andra djur som nu är sällsynta eller helt försvunna fanns över hela provinsen, som svartbjörnar, vargar, pumor och rödlon. Kolonisterna förändrade snabbt naturlandskapet. Skogarna blev en ekonomisk tillgång för de som exporterade timmer till moderlandet, framställde träkol och använde ved som bränsle för blästerugnarna vid utvinning av myrmalm. Vid kusten där tobaksodling med slavarbetskraft snart fick fäste röjdes skogarna undan för att ersättas av tobaksplantager. Tobaken sög snabbt ut jordarna och plantageägarna tvingades ständigt röja ny mark för sina odlingar. Svin, nötkreatur, hästar och tamhöns fick fritt beta i skogarna året runt, vilket betydde att undervegetationen försvann och skogsåterväxten förhindrades. Det slutna skogstäcket ersattes av ett öppet landskap med skogsöar. Omfattande fångst gjorde att pälsdjurspopulationerna kollapsade redan vid mitten av 1600-talet. Hård jakt och biotopförstörelse medförde att wapiti, bison, svartbjörn och kattdjur försvann.

## Gränser

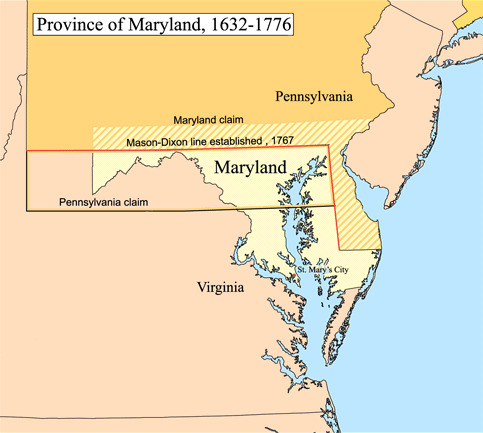
Provinsen Maryland med Mason-Dixon-linjen

Provinsen Maryland och provinsen Pennsylvania hade överlappande anspråk på varandras territorier beroende på vagheter i de kungliga privilegiebrev som vid olika tidpunkter skapade respektive koloni. Marylands gräns mot Delaware som ursprungligen ingick i William Penns förläningsbrev fastställdes 1732. Hela gränsfråga avgjordes sedan genom fastställande av Mason-Dixon-linjen 1767.

## Historisk översikt

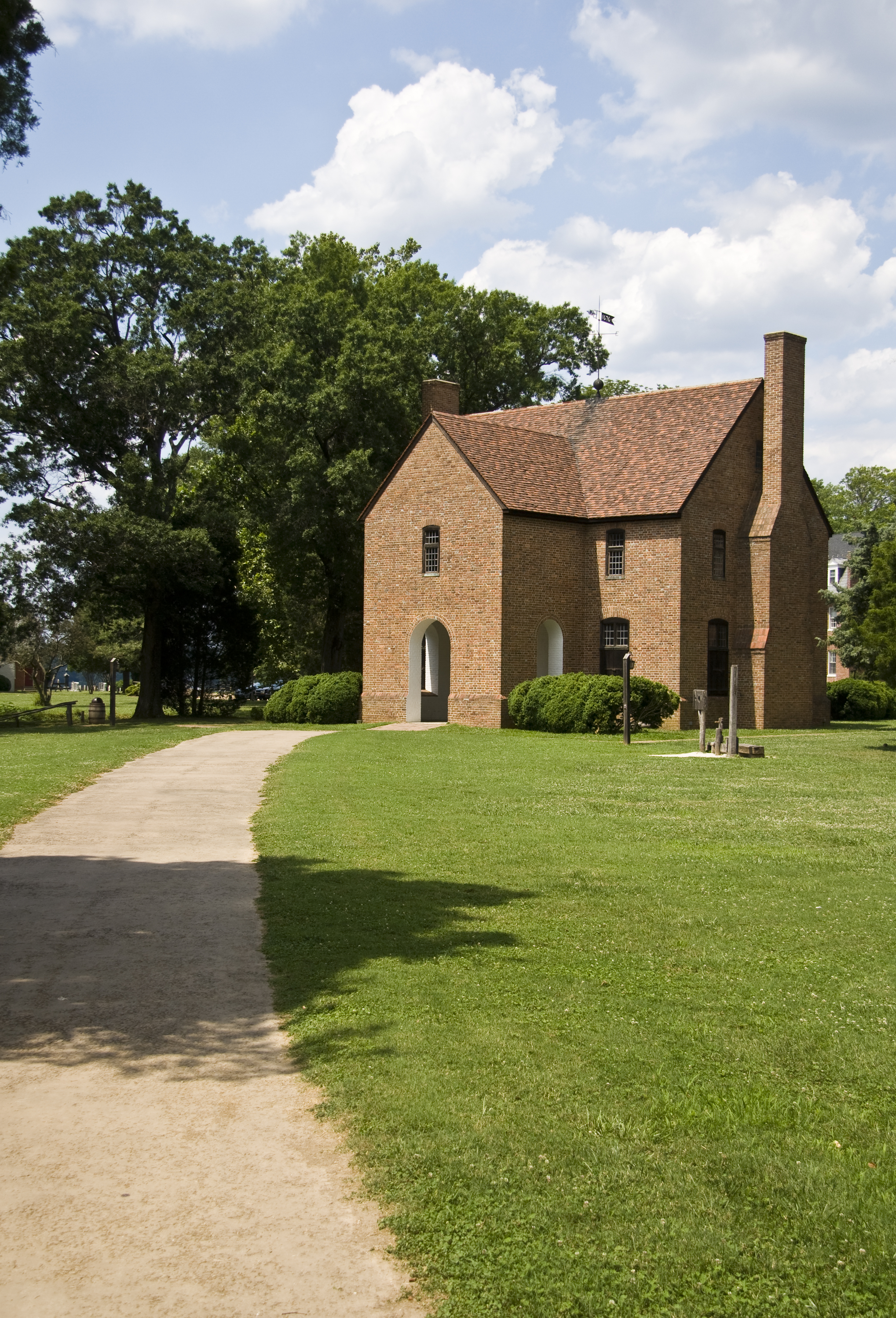
Marylands första kapitolium från 1676 (rekonstruktion).

Provinsen Maryland tillkom när Karl I av England 1632 förlänade landet till den katolske Cecil Calvert, 2:e baron Baltimore. Kolonin var avsedd som en tillflyktsort för engelska katoliker, som i hemlandet inte fritt fick utöva sin religion. De första nybyggarna landsteg under Baron Baltimores ledning den 25 mars 1634 och firade Marie bebådelsedagsmässan. Guvernören och den lagstiftande församlingen residerade i St. Mary's City, som blev provinsens första stad. Efter det engelska inbördeskrigets utbrott ägde ett protestantiskt uppror rum i Maryland 1645-1646. Länsherren och den katolska majoriteten i den lagstiftade församlingen bibehöll dock sin ställning och 1649 stiftade de en religionsfrihetslag vilken gällde för alla som erkände den treenige kristne Guden. Den engelska republiken fråntog 1652 Lord Baltimore länsherreskapet över Maryland och upphävde religionsfrihetslagen. Oliver Cromwell återgav dock 1657 provinsen till Lord Baltimore och en ny religionsfrihetslag stiftades. Tobaksodling med ofri arbetskraft var kolonins viktigaste inkomstkälla och slaveriet legaliserades 1664 för personer av afrikansk börd. Maryland och Virginia förde 1675-1677 ett gemensamt utrotningskrig mot susquehannockerna vilka efter Nya Sveriges fall saknade europeiska allierade. 1688 års engelska revolution följdes i Maryland av en protestantisk revolution 1689. Den brittiska kronan övertog styrelsen av provinsen, som dock bibehöll självstyrelsen men med protestantisk dominans. Religionsfrihetslagen upphävdes 1692 och den engelska kyrkan blev statskyrka. Residensstaden flyttades 1695 till Annapolis.
Georg I av Storbritannien återgav 1715 länsherreskapet till Charles Calvert, 5:e baron Baltimore vilken övergått till den engelska kyrkans lära. Den protestantiska majoriteten berövade 1718 provinsens katoliker rösträtten.  Irokesförbundet avstod 1744 till länsherren alla de territoriella anspråk som man förvärvat genom erövringskrig riktade mot svagare indiannationer i Maryland. Ohiokompaniet påbörjade 1750 exploateringen av Marylands andel av Ohiolandet vilket i förlängningen ledde till det fransk-indianska krigets utbrott. Braddocks expedition mot Fort Duquesne vilken slutade med det stora nederlaget vid Monongahela 1755 utgick från vad som idag är staden Cumberland i västra Maryland. 1765 års brittisk-amerikanska stämpellag medförde högljudda protester och kravaller i Maryland. Under den fortsatta konflikten mellan moderlandet och de amerikanska kolonierna beslöt provinsens köpmän 1769 att sluta köpa varor i England. Guvernören upplöste 1774 den lagstiftande församlingen. Men den efterträddes ombedelbart av ett olagligt provinskonvent, som i praktiken övertog den beslutande makten i kolonin. Efter att öppet krig utbrutit mellan patrioterna och den brittiska armén anslöt sig frivilliga från Maryland 1775 till kontinentalarmén under Bostonfälttåget. Den siste kolonialguvernören hade samarbetat med provinskongressen, men lämnade Maryland i slutet av juni 1776. Efter kontinentalkongressens självständighetsförklaring den fjärde juli förklarade provinskonventen Maryland självständigt den sjätte juli 1776.

## Befolkning

### Befolkningsstorlek
I dessa siffror ingår endast europeiska kolonister och afrikanska slavar. Den indianska ursprungsbefolkningen upptas inte i folkmängdssiffrorna.
| År   | Maryland | Varav personer av afrikansk börd |
| ---- | -------- | -------------------------------- |
| 1640 | 583      | 20                               |
| 1660 | 8 426    | 758                              |
| 1680 | 17 904   | 1611                             |
| 1700 | 29 604   | 3 227                            |
| 1720 | 66 133   | 12 499                           |
| 1740 | 116 093  | 24 031                           |
| 1760 | 162 267  | 49 004                           |
| 1780 | 245 474  | 80 515                           |

1. ↑  Huvudsakligen slavar

- Källa: [4]

## Statsskick

### Politisk organisation
Politisk organisation gällande från 1650 då generallantdagen delades i två kamrar till 1776.
| Guvernör                             | Guvernörens råd    | Högsta domstol   | Lagstiftande församling | Övre kammare                   | Nedre kammare      |
| ------------------------------------ | ------------------ | ---------------- | ----------------------- | ------------------------------ | ------------------ |
| Länsinnehavaren utnämnde guvernören. | Provincial Council | Provincial Court | General Assembly        | Guvernören och guvernörens råd | House of Delegates |

### Länsinnehavare
- Cæcilius Calvert, 2:e baron Baltimore 1632-1675
- Charles Calvert, 3:e baron Baltimore 1675-1689
- Revolutionsledare 1689-1691
- Kunglig koloni 1792-1714
- Charles Calvert, 5:e baron Baltimore 1715-1751
- Frederick Calvert, 6:e baron Baltimore 1751-1771
- Henry Harford 1771-1776

### Guvernörer
- Se: Lista över guvernörer i provinsen Maryland